# Kampfpistole
La Kampfpistole è una pistola da segnalazione/lanciagranate dell'esercito tedesco durante la seconda guerra mondiale.

## Tecnica
La Kampfpistole fu costruita a cominciare da una normale pistola da segnalazione, è un modello monocolpo. Il progetto fu di scarso successo, in quanto il proiettile era troppo leggero per fare molto danno (una parte del peso era una spoletta appositamente costruita), e un colpo sparato emette un caratteristico fischio, dando tempo di correre ai ripari. Come accessorio era dotato di un calcio da fucile metallico per garantire maggiore precisione, soprattutto nello sparare le granate anticarro.

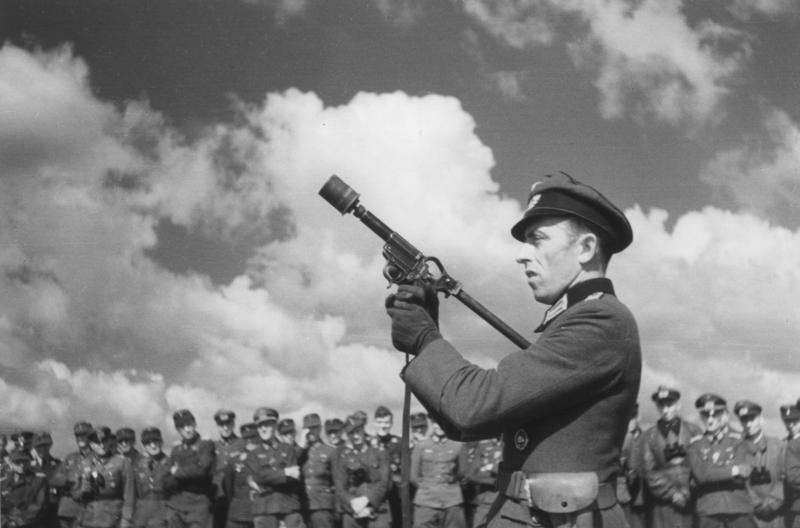
Una Kampfpistole con calcio

## Apparizioni
- La Kampfpistole appare nel videogioco Metal Gear Solid: Peace Walker, ad essa può essere aggiunto un calcio.
- Appare anche in Wolfenstein: The Old Blood, DLC del videogioco Wolfenstein: The New Order.
- Un suo esemplare viene impiegato nell'episodio 6 di Najica Blitz Tactics da Najica e Lila.